# Mussula
Mussula, właśc. Luiz de Matos Luchesi (ur. 21 sierpnia 1938 w Belo Horizonte) – brazylijski piłkarz, występujący podczas kariery na pozycji bramkarza.

## Kariera klubowa
Mussula swoją piłkarską karierę rozpoczął w klubie Américe FC w połowie lat 50. W latach 1956–1958, 1959–1962 i w połowie lat 60. był zawodnikiem Cruzeiro EC. Z Cruzeiro czterokrotnie zdobył mistrzostwo stanu Minas Gerais – Campeonato Mineiro w 1956, 1959, 1960, 1961
. W latach sześćdziesiątych dwukrotnie był zawodnikiem klubu Villa Nova AC. Ostatnim klubem w karierze Mussuli było Clube Atlético Mineiro, w którym występował w latach 1968–1973 (wcześniej występował tam w 1958). Z Atlético Mineiro zdobył mistrzostwo stanu Minas Gerais – Campeonato Mineiro w 1970.
W Atlético Mineiro 17 września 1972 w zremisowanym 1-1 meczu z Corinthians Paulista zadebiutował w lidze brazylijskiej. Również w barwach Galo 20 stycznia 1974 w wygranym 2-0 meczu z Corinthians Mussula po raz ostatni wystąpił w lidze. Ogółem w latach 1972–1974 rozegrał w lidze 33 spotkania.

## Kariera reprezentacyjna
Jedyny raz w reprezentacji Brazylii Mussula wystąpił 19 grudnia 1968 w wygranym 3-2 towarzyskim meczu z reprezentacją Jugosławii.

## Kariera trenerska
Jeszcze będąc piłkarzem Mussula został trenerem w 1970 w Atlético Mineiro. Później jeszcze czterokrotnie trenował Atlético Mineiro. W 1983 zdobył z Galo mistrzostwo stanu Minas Gerais.